# ルードヴィヒ・キーペルト
フリードリヒ・ヴィルヘルム・アウグスト・ルートヴィヒ・キーペルト（独: Friedrich Wilhelm August Ludwig Kiepert、1846年8月6日 - 1934年9月5日）は、ドイツの数学者。キーペルト双曲線の発見で知られる。

## 経歴
父であるルードヴィヒ・キーペルト（1811–1847）はヴロツワフのプロテスタントの牧師。息子キーペルトの誕生から1年後に没した。母であるヴィルヘルミーネ・フリーデリーケ・ミューラー（Wilhelmine Friederike Müller、1814–1886）は牧師の子である。キーペルトは、1856年からマリア・マグダレーナ・ギムナジウムに通い、1865年にアビトゥーアを取得した。同年、ヴロツワフ大学に通い、数学を研究した。また、フンボルト大学ベルリンに移り、カール・ワイエルシュトラスの下1870年、博士号を獲得した。29歳でアンナ・ベッツ（Anna Betz）と結婚し2人の子供を得た。後に多くの大学教授が住むこととなるヘレンホイザー・キルへ（Herrenhäuser Kirchweg）通りとリュールマン（Rühlmannstraße）通りに、1898年に家を建てた。
1871年、ワイエルシュトラスの紹介を経て、アルベルト・ルートヴィヒ大学の私講師となり、その一年後、助教授に任命された。1877年から2年間はダルムシュタット工科大学の数学教授を務めた。1879年からは、高度な中等数学 (Further Mathematics) の教授としてハノーファー大学に移動し、1901年から1904年まで大学総長を務めた。
1890年、フリードリヒ・オットー・ルドルフ・シュトルムと並びドイツ数学会の最初の会員に所属した。1893年からHannoverscheで働き、保険数理の分野で活躍した。
1895年、フェリックス・クラインとともにゲオルク・アウグスト大学ゲッティンゲンで数学に関連する保険の研究所を設立した。また、同大学で何十年間も愛用された微分法と積分法の教科書を出版した。その後もハノーファーに留まり続け、1921年の名誉退職後も科学に貢献した。彼が学生時代に発見したキーペルト双曲線とキーペルト放物線は彼の名を冠している。
1921年4月1日に退職したものの、大学内で講義を続けることもあった。1934年、88歳で没した。
彼の油絵の肖像画はハノーファー大学のアーカイブに保存されている。

## 私生活
ルートヴィヒ・エミール・ベッツ（Ludwig Emil Betz）の息子、アンナ・ベッツ（Anna Betz）と結婚し2人の子供（息子と娘）を得た。息子のマックス・キーペルト（Max Kiepret）はRegierungspräsidentと参事官である。

## 受賞歴等
- 1902年、国立科学アカデミー・レオポルディーナ会員（番号3149）
- 1916年、ブラウンシュヴァイク工科大学の名誉教授、ドイツ数学会会長
- 1926年、ハノーファーの名誉市民、ダルムシュタットのEhrensenator

## 主な作品
- De curvis quarum arcus integralibus ellipticis primi generis exprimuntur, 1870, dissertation
- Tabelle der wichtigsten Formeln aus der Differential-Rechnung, many editions
- Grundriss der Differential- und Integral-Rechnung, Helwing, Hannover, 2 vols., many editions[5][6]
- Grundriss der Integral-Rechnung, 2 vols., many editions
- Grundriss der Differential-Rechnung, many editions[7]

### 邦訳書籍
- キーペルト 著、吉田好九郎 訳『微分学 （Grundriss der differential-und integral-Rechnung）』富山房、1914年。NDLJP:952212。
- キーパート 著、吉田好九郎 訳『積分学 （Grundriss der differential und integral Rechnung）』富山房、1915年。NDLJP:952281。